# Harold Burrough
Harold Martin Burrough, född 4 juli 1889, död 22 oktober 1977, var en brittisk sjömilitär.
Burrough inträdde vid flotta 1904, blev konteramiral 1939, viceamiral 1943, amiral 1946 och adlades 1942. Han var chef för flottans artilleriskjutskola 1937, biträdande marinstabschef 1939-1940 och utmärkte sig under andra världskriget särskilt i samband med commandoräden mot Vågsøy i Norge 27 december 1941 och vid undsättningen av Malta i augusti 1942. Burrough var chef för brittiska stödstyrkan vid invasionen av Nordafrika 8 november 1942. Vid Bertram Ramsays död 1945 blev Burrough hans efterträdare som chef för de allierades sjöstridskrafter i norra Europa och deltog i förhandlingarna om och avslutandet av stillestånd med Tyskland 7 maj 1945. 1946 blev Burrough befälhavande amiral i The Nore, Chatham.